# Porsche Macan
Porsche Macan — компактний SUV створений компанією Porsche на платформі Audi Q5. Представлений у листопаді 2013 року, продажі почались у квітні 2014 року.

## Перше покоління (Typ 95B; з 2014)

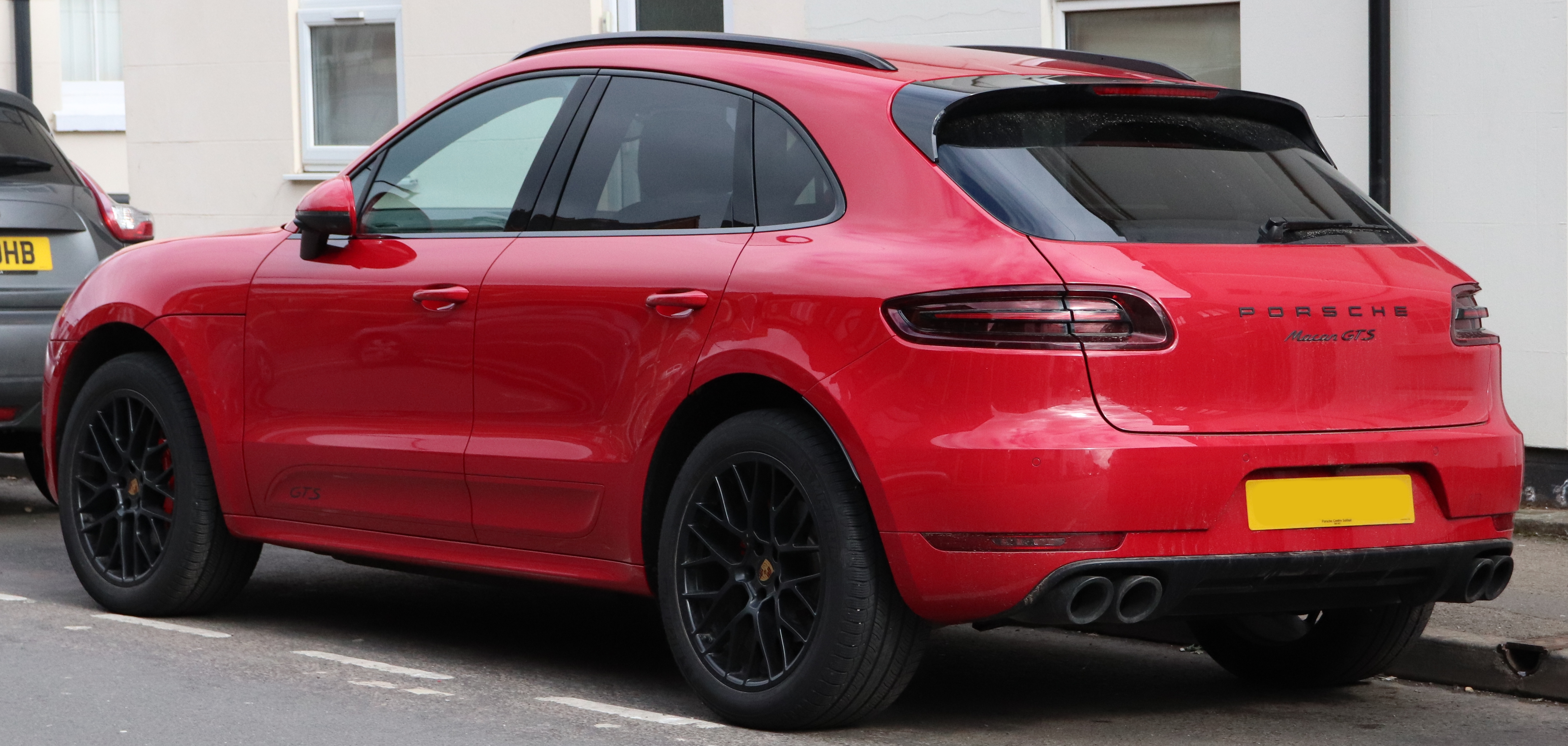
Porsche Macan GTS

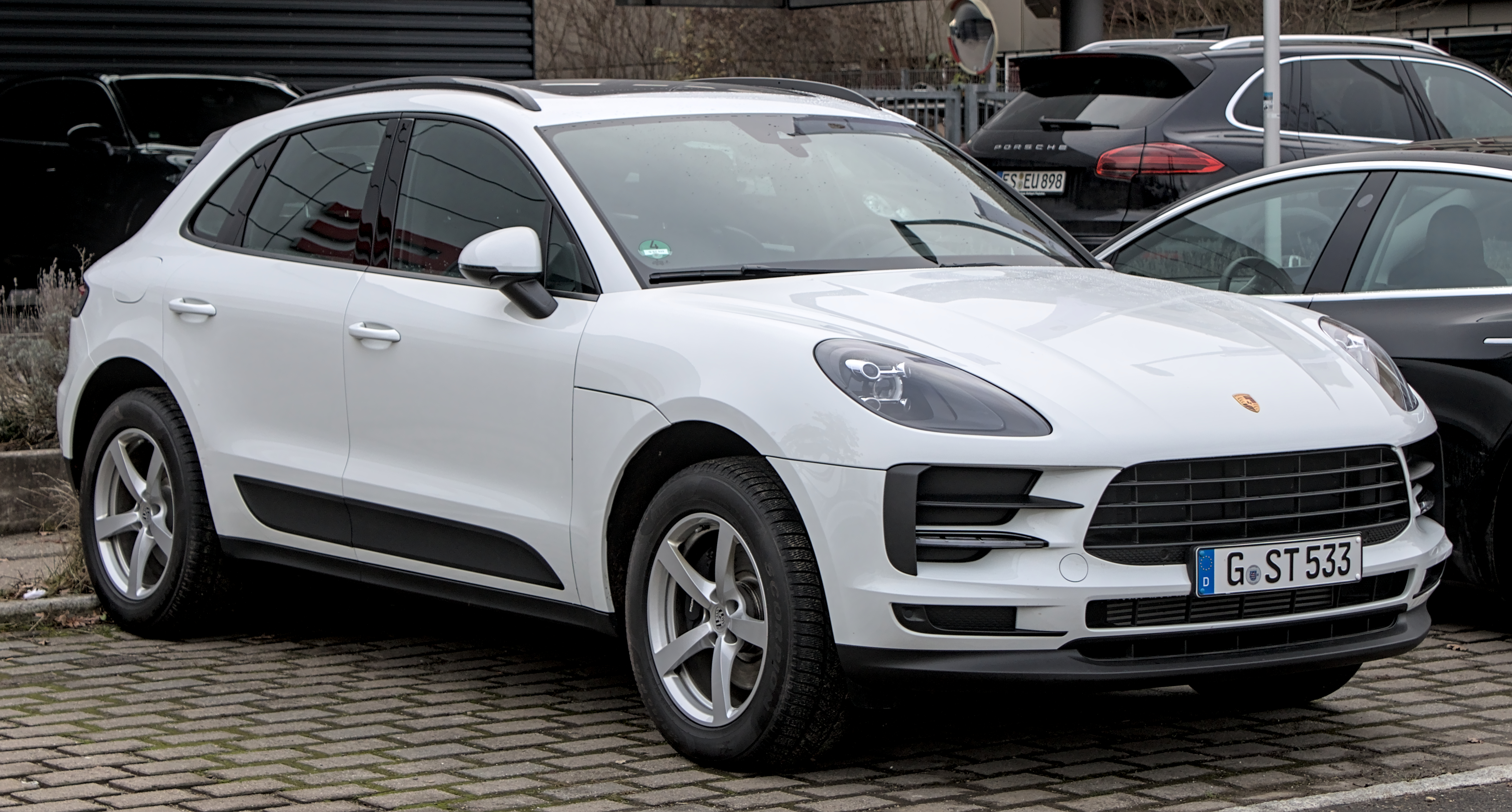
Porsche Macan (2018-2021)

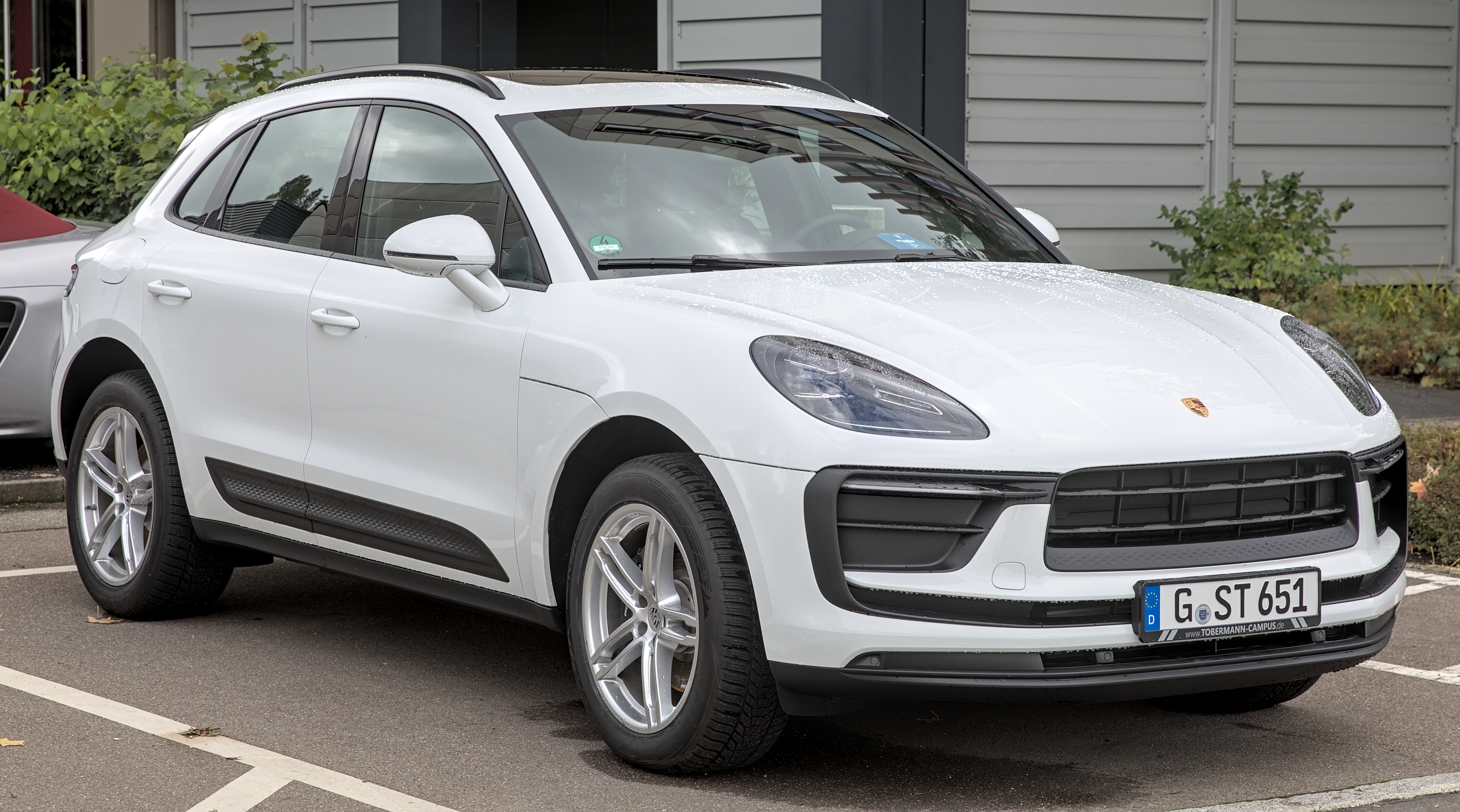
Porsche Macan (з 2021)

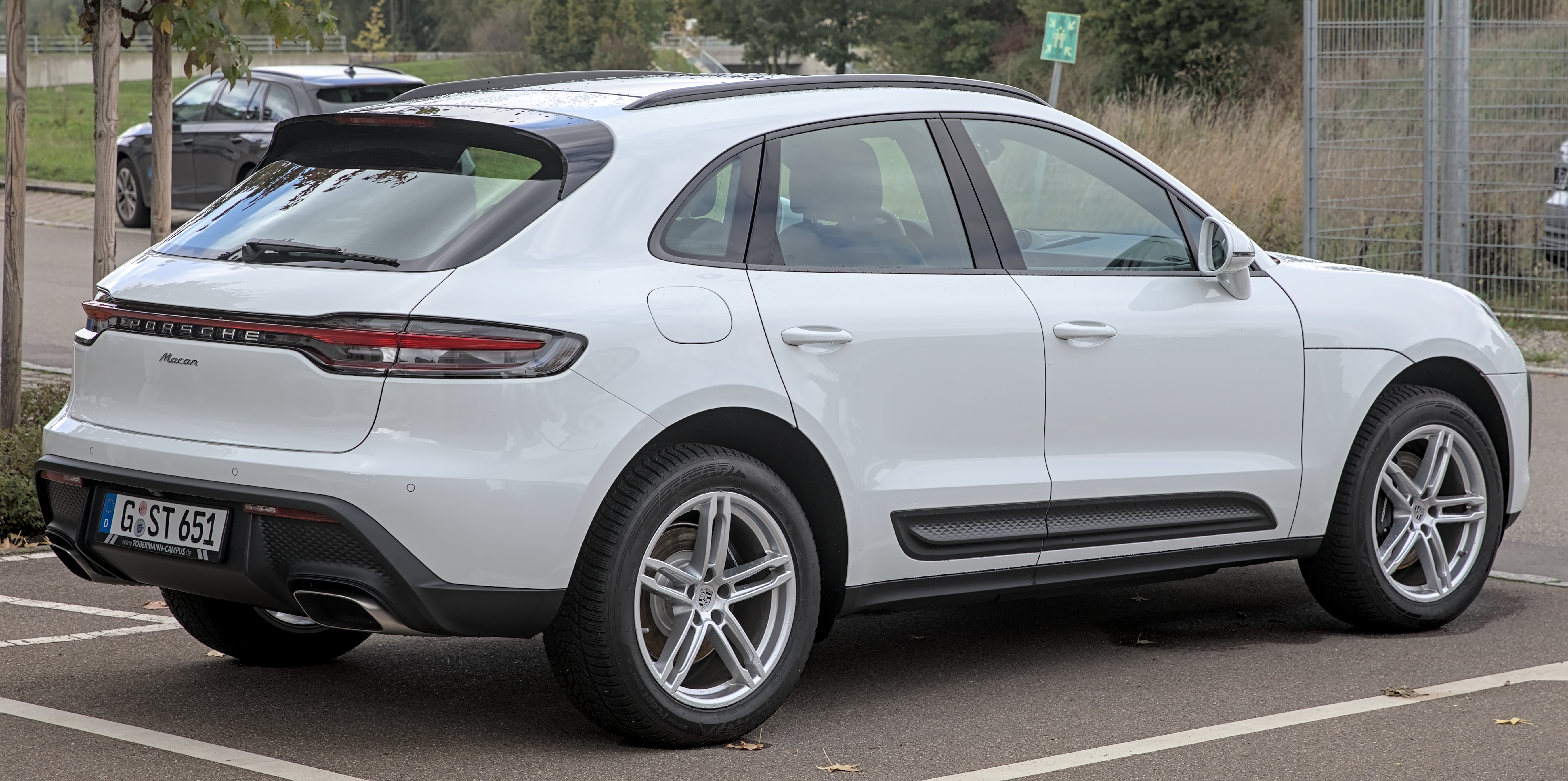
Porsche Macan (з 2021)

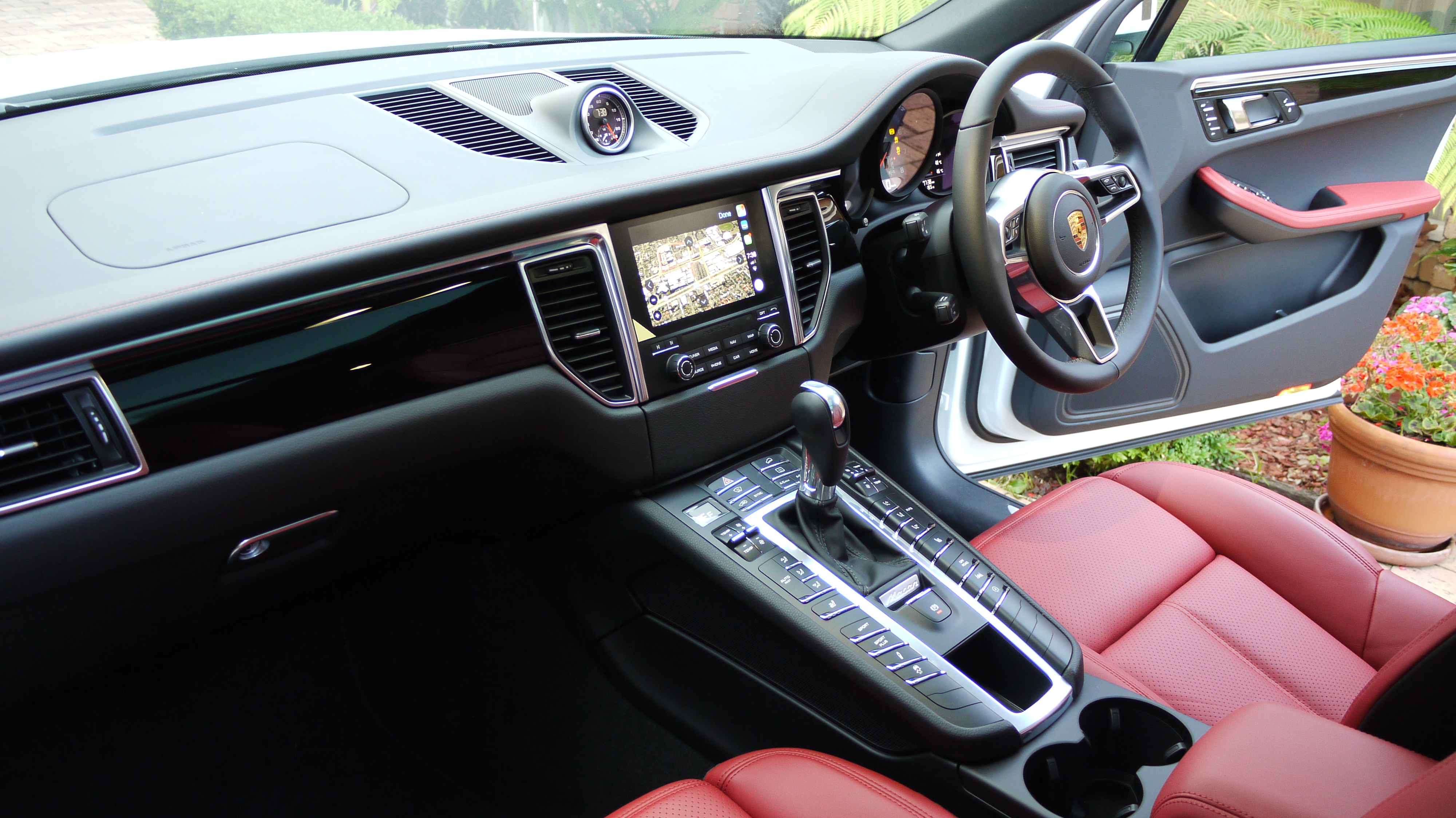
Салон Porsche Macan

Спочатку анонсована в листопаді 2010 року як проєкт розробки та офіційно оголошена Porsche в березні 2011 року, назва моделі Macan була прийнята у 2012 році та походить від індонезійського слова, що означає тигр.
Спочатку Macan був відомий під кодовою назвою Cajun, портманто від Cayenne Junior або походить від імені представника етнічної групи, що походила з Акадії, що живе в американському штаті Луїзіана (не плутати з трактором Porsche-Diesel Junior).
Porsche Macan має спільну платформу та колісну базу з першим поколінням Audi Q5 (2008–2017). Конфігурація підвіски заснована на Audi та сильно модифікована, але двигун, роздавальна коробка, налаштування підвіски, внутрішній і зовнішній вигляд кузова є унікальними для Macan. Він також на 1,7 дюйма (43 мм) довший і на 1,4 дюйма (36 мм) ширший за Q5. У Sunday Times Macan був описаний як «позашляховик» і «м’який роудер», у той час як Guardian описав його як «компактний позашляховик» і «маленький позашляховик», а Daily Telegraph – як "спортивний 4x4" і "не штучний чотирикутник".
Macan виробляється разом із Panamera і Cayenne в Лейпцигу, Німеччина, на новій розширеній фабриці. Macan є другим позашляховиком, який Porsche випустив після повнорозмірної моделі Cayenne. Модель також має бути спортивнішим, ніж Cayenne; наприклад, Macan має стандартну 7-ступінчасту коробку передач PDK з подвійним зчепленням, яка має більшу чутливість, тоді як Cayenne – 8-ступінчасту коробку передач Tiptronic для більш плавного перемикання передач.
У липні 2018 року компанія Porsche оголосила, що з 2014 року в усьому світу було поставлено понад 350 000 одиниць Macan, причому понад 100 000 – на ринок Китаю.

### Двигун і трансмісія
Палітра двигунів охоплює 3,0-літровий V6 твін-турбо потужністю 340 кінських сил (Macan S), крутним моментом 460 Нм, 3,6-літровий V6 твін-турбо (Macan Turbo) потужністю 400 кінських сил, крутним моментом 550 Нм, а також 3,0 літровий дизельний V6 потужністю 258 к.с., крутним моментом 580 Нм. Коробки передач можуть бути семи-ступінчастими механічними або семиступінчастими з подвійним зчепленням PDK.

#### 2014-2018
Бензинові
- 2.0 л VW EA888 Gen 3 (CNCD) I4 Turbo 237 к.с. при 5000–6800 об/хв 350 Нм при 1450–4500 об/хв (Macan)
- 2.0 л VW EA888 Gen 3 (CNCD) I4 Turbo 252 к.с. при 5000–6800 об/хв 370 Нм при 1600–4500 об/хв (Macan)
- 3.0 л V6 TT 340 к.с. при 5500–6500 об/хв 460 Нм при 1450–5000 об/хв (Macan S)
- 3.0 л V6 TT 360 к.с. при 6000 об/хв 500 Нм при 1650–4000 об/хв (Macan GTS)
- 3.6 л V6 TT 400 к.с. при 6000 об/хв 550 Нм при 1350–4500 об/хв (Macan Turbo)
- 3.6 л V6 TT 440 к.с. при 6000 об/хв 600 Нм при 1500–4500 об/хв (Macan Turbo (Performance Paket))

Дизельні
- 3.0 л V6 Turbo-diesel 211 к.с. при 2750–4000 об/хв 580 Нм при 1750–2500 об/хв (Macan S Diesel)
- 3.0 л V6 Turbo-diesel 250 к.с. при 3500–4600 об/хв 580 Нм при 1750–2500 об/хв (Macan S Diesel)
- 3.0 л V6 Turbo-diesel 258 к.с. при 4000–4250 об/хв 580 Нм при 1750–2500 об/хв (Macan S Diesel)

#### 2018-2021
Бензинові
- 2.0 л VW EA888 Gen 3 (CNCD) I4 Turbo 245 к.с. при 5000–6800 об/хв 370 Нм при 1600–4500 об/хв (Macan)
- 3.0 л VW EA839 V6 TT 354 к.с. при 5400–6400 об/хв 480 Нм при 1360–4800 об/хв (Macan S)
- 2.9 л VW EA839 V6 TT 380 к.с. при 5200–6700 об/хв 520 Нм при 1750–5000 об/хв (Macan GTS)
- 2.9 л VW EA839 V6 TT 440 к.с. при 5700–6600 об/хв 550 Нм при 1800–5600 об/хв (Macan Turbo)

#### з 2021
Бензинові
- 2.0 л VW EA888 Gen 3 (CNCD) I4 Turbo 265 к.с. при 5000–6500 об/хв 400 Нм при 1600–4500 об/хв (Macan/Macan T)
- 2.9 л VW EA839 V6 TT 380 к.с. при 5200–6700 об/хв 520 Нм при 1850–5000 об/хв (Macan S)
- 2.9 л VW EA839 V6 TT 440 к.с. при 5700–6600 об/хв 550 Нм при 1900–5600 об/хв (Macan Turbo)

### Обладнання
Кожен Porsche Macan 2016 року оснащується: 6-циліндровим двигуном, 7-ступінчастою автоматичною коробкою передач PDK, 19-дюймовими алюмінієвими колесами, подвійними вихлопними трубами і трьохзонним клімат-контролем. Біксенонові фари створюють освітлення, яке за якістю не поступається денному. Мультифункціональне рульове колесо з підрульовими пелюстками забезпечує відмінне керування автомобілем. Macan S у стандартній комплектації оснащений 8-позиційним електроприводним сидінням з обшивкою Alcantara. У список базового оснащення Macan Turbo входять: 18-позиційні шкіряні спортивні крісла, аудіосистема Bose з 14 динаміками, декоративні алюмінієві вставки і система точності управління Porsche Active Suspension Management.
У похідному положенні об'єм багажника становить 500 літрів, при цьому в комплекті є зручна сітка і пересувна стінка-фіксатор. Якщо скласти спинки другого ряду, можна отримати велику рівну площу, а обсяг зростає до 1500 літрів.
Значна частина з найбільш бажаного обладнання для Macan Turbo доступна як опція. У додаткову комплектацію входять: аудіосистема Burmester High-End Surround Sound з 16 динаміками, панорамний дах, адаптивний круїз-контроль, камера кругового огляду (Surround View), яка також здатна показати автомобіль на парковці або з висоти пташиного польоту. В опціональну комплектацію також входить: система моніторингу сліпих зон, система контролю смуги руху, 21-дюймові колеса, перфоровані гальма з керамічного композитного матеріалу і система «Porsche Torque Vectoring Plus».

### Конкуренти
Найважливішими конкурентами для Porsche Macan є BMW X4 і Alfa Romeo Stelvio.

## Друге покоління (Typ XAB; з 2024)

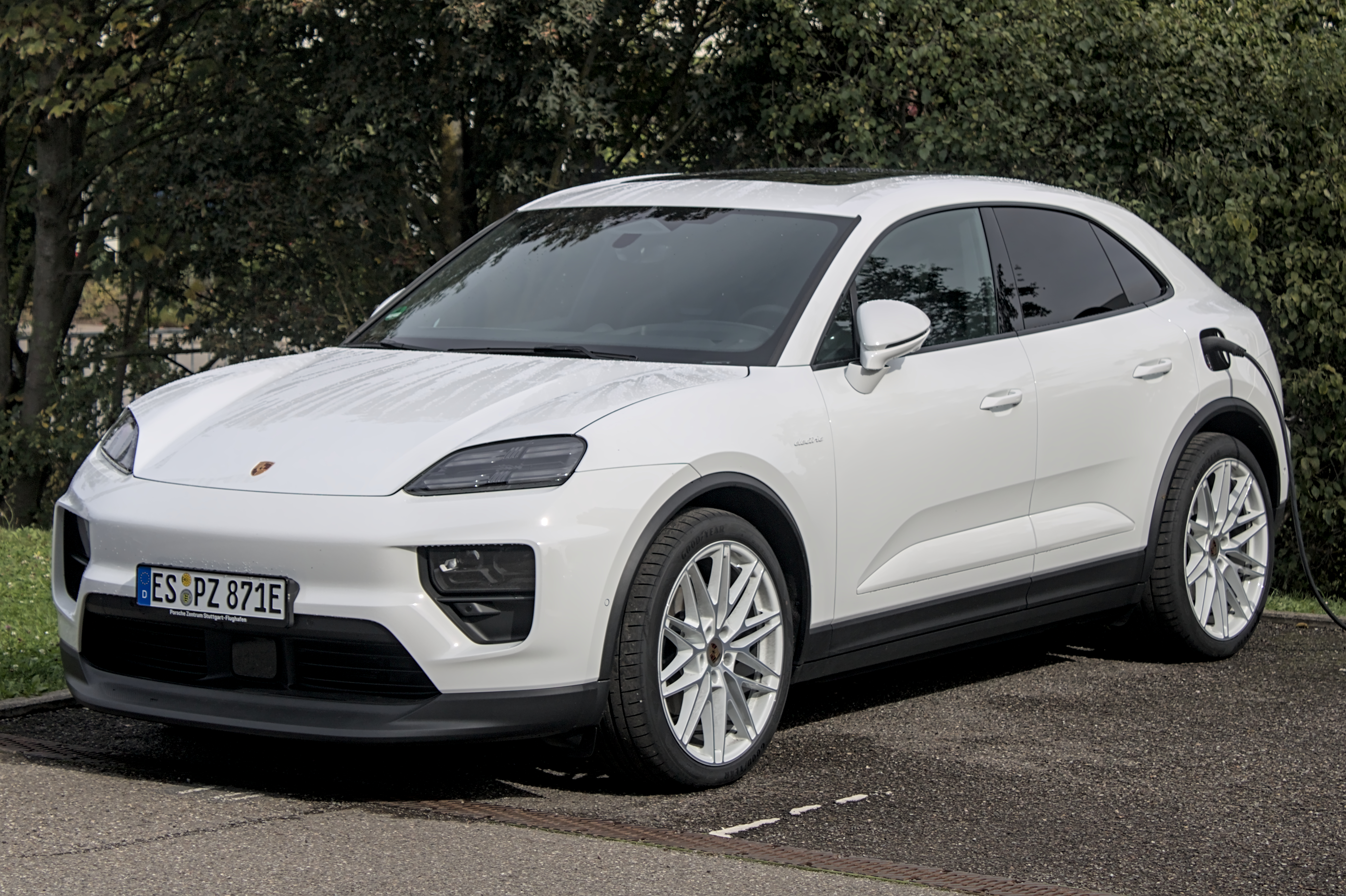
Porsche Macan Turbo (XAB)

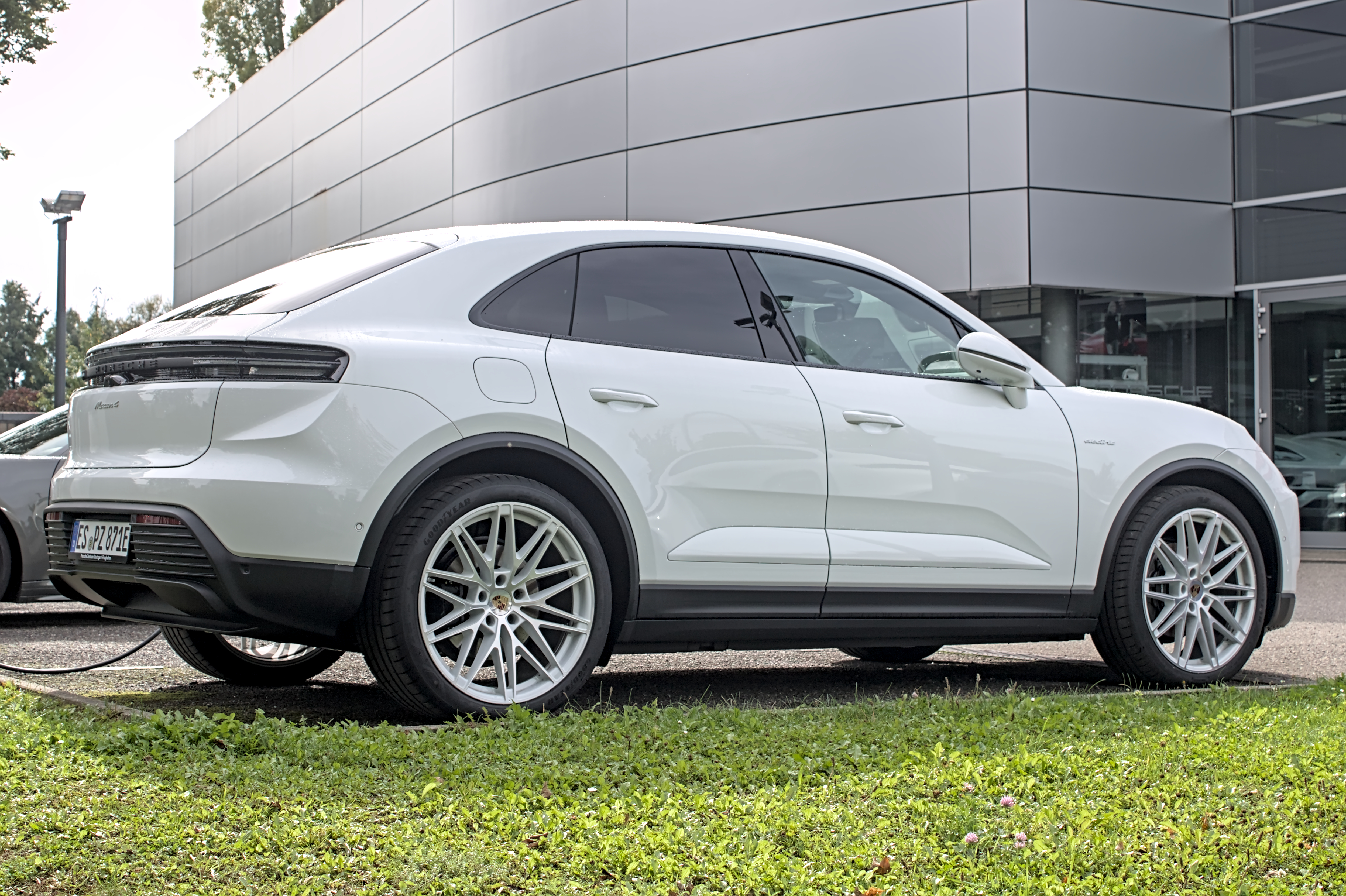

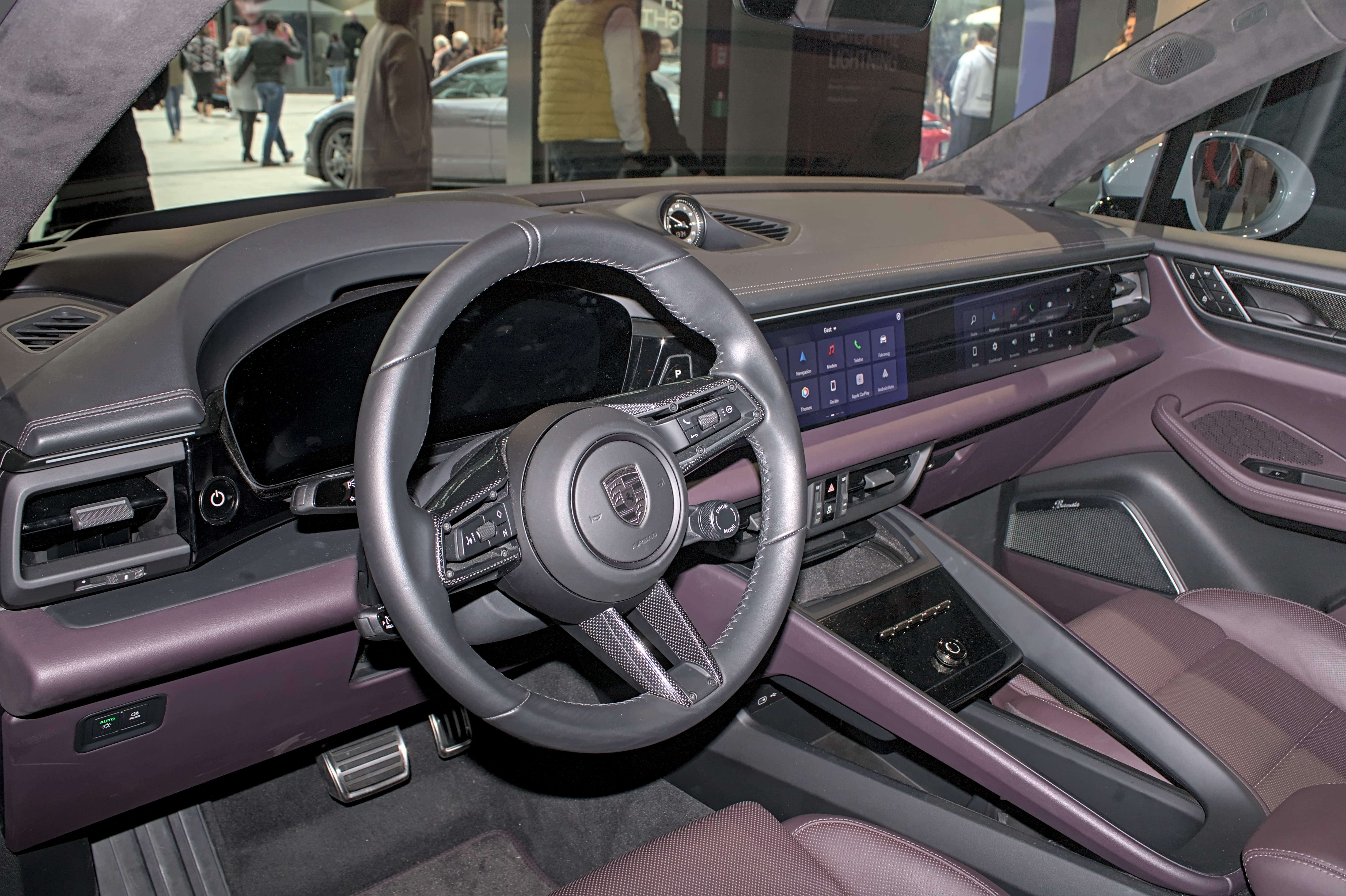

Porsche розробляє наступне покоління Macan, яке буде повністю електричним. Передбачене використання двох електромоторів з повним приводом і такої ж двоступінчастої АКПП від Taycan. Очікується, що виробництво нового Macan почнеться у 2024 році. Porsche має намір продавати оригінальний Macan, який він оновив у 2021 році, разом із повністю електричним Macan під час його дебюту.

### Модифікації
- Macan 340 к.с.
- Macan 4 387 к.с.
- Macan 4S 448 к.с.
- Macan Turbo 584 к.с.

## Виробництво
Загальний випуск автомобілів з 2014 року.
| 2014   | 2015   | 2016   | 2017   | 2018   | 2019   | 2020   | 2021   |
| ------ | ------ | ------ | ------ | ------ | ------ | ------ | ------ |
| 59.363 | 86.016 | 97.177 | 98.763 | 93.953 | 89.744 | 78.490 | 84.857 |